# Trial de Sant Llorenç 2001
L'edició de 2001 del Trial de Sant Llorenç fou la 33a d'aquesta prova, organitzada pel Motor Club Terrassa. El trial era la primera i segona prova del Campionat del Món d'aquell any i tingué lloc el cap de setmana del 20 i 21 d'abril a Sant Joan de les Abadesses, Ripollès. Hi participaren vora 50 pilots, els quals hagueren de superar 15 (12 el segon dia) zones repartides al llarg d'un recorregut que calia completar 2 vegades.
Després del parèntesi d'un any, el Trial de Sant Llorenç tornava a celebrar-se a Catalunya per darrera vegada amb aquest nom (més tard hi tornà, però ja conegut simplement com a Gran Premi d'Espanya de Trial i organitzat per altres entitats). En aquesta darrera edició hi participaren pilots de vuit països diferents, tot i que la majoria d'ells catalans. El clima fou un dels factors determinants de la prova, ja que les precipitacions de neu a darrera hora de dissabte, així com les baixes temperatures, obligaren l'organització a anul·lar tres zones el diumenge i a modificar-ne el recorregut de cinc.

## Classificació primer dia
| Posició | Pilot               | Motocicleta | Punts |
| ------- | ------------------- | ----------- | ----- |
| 1       | Dougie Lampkin      | Montesa     | 49    |
| 2       | David Cobos         | Montesa     | 56    |
| 3       | Graham Jarvis       | Sherco      | 57    |
| 4       | Albert Cabestany    | Beta        | 60    |
| 5       | Steve Colley        | Gas Gas     | 62    |
| 6       | Marc Freixa         | Sherco      | 63    |
| 7       | Marc Colomer        | Gas Gas     | 64    |
| 8       | Kenichi Kuroyama    | Beta        | 66    |
| 9       | José Manuel Alcaraz | Montesa     | 69    |
| 10      | Takahisa Fujinami   | Honda       | 69    |

## Classificació segon dia
| Posició | Pilot             | Motocicleta | Punts |
| ------- | ----------------- | ----------- | ----- |
| 1       | Dougie Lampkin    | Montesa     | 11    |
| 2       | Graham Jarvis     | Sherco      | 13    |
| 3       | Takahisa Fujinami | Honda       | 18    |
| 4       | Kenichi Kuroyama  | Beta        | 18    |
| 5       | Marc Freixa       | Sherco      | 18    |
| 6       | David Cobos       | Montesa     | 26    |
| 7       | Marc Colomer      | Gas Gas     | 29    |
| 8       | Albert Cabestany  | Beta        | 31    |
| 9       | Bruno Camozzi     | Gas Gas     | 32    |
| 10      | Steve Colley      | Gas Gas     | 32    |